# Rudolf Neubeck
Rudolf Neubeck (* 15. April 1899 in Schwerin; † 21. April 1967 in Preetz) war ein deutscher Rechtsanwalt, CDU-Politiker und MdL.

## Leben
Rudolf Neubeck besuchte ab 1905 die Vorschule und ab 1908 das Gymnasium in Schwerin. Nach dem Abitur 1917 wurde er zum Kriegsdienst eingezogen, kam aber nicht mehr als Soldat zum Einsatz. Er studierte bis 1922 Rechtswissenschaften in Heidelberg, Marburg, München und Rostock, legte 1922 das Referendar- und 1925 das Assessorexamen ab. Seit 1917 war er Mitglied der Burschenschaft Frankonia Heidelberg. Ab 1925 als Rechtsanwalt in Schwerin niedergelassen, wurde er 1939 zum Wehrdienst eingezogen, später aber wegen Personalnot in seiner Kanzlei freigestellt. Ende Juli 1945 schloss Neubeck sich der Schweriner CDU an, wurde im April 1946 in den Landesvorstand gewählt und zog nach den Wahlen im Oktober schließlich in den Landtag ein. Neubeck war im CDU-Landesvorstand vor allem für Rechts- und Personalfragen zuständig. Nach 1950 wurde er nicht wieder als Landtagskandidat nominiert. Nach der Gleichschaltung der CDU zog sich Neubeck aus der Parteiarbeit zurück, blieb aber in Schwerin. Nachdem seine Tochter als Biologiestudentin an der Universität Rostock verhaftet worden war, wollte ihn das Ministerium für Staatssicherheit zu einer Zusammenarbeit erpressen. Neubeck floh daraufhin in die Bundesrepublik.